# Deto marina
Deto marina är en kräftdjursart som först beskrevs av Charles Chilton 1884.  Deto marina ingår i släktet Deto och familjen Detonidae. Inga underarter finns listade i Catalogue of Life.